# Кучоая
Кучоая (рум. Cucioaia) — село в Теленештском районе Молдавии. Наряду с сёлами Гиличены и Новая Кучоая входит в состав коммуны Гиличены.

## География
Село расположено на высоте 115 метров над уровнем моря.

## Население
По данным переписи населения 2004 года, в селе Кучоая проживает 833 человека (433 мужчины, 400 женщин).
Этнический состав села:
| Национальность | Число жителей | Процентный состав |
| -------------- | ------------- | ----------------- |
| молдаване      | 813           | 97.6              |
| румыны         | 17            | 2.04              |
| украинцы       | 2             | 0.24              |
| русские        | 1             | 0.12              |
| Всего          | 833           | 100%              |